# Вишња Гора
Вишња Гора (словен. Višnja Gora) је град у општини Иванчна Горица, која припада Средњесловенској регији у Републици Словенији.
По попису становништва из 2011. године, насеље Вишња Гора имало је 1.000 становника.